# Strumella hysterioidea
Strumella hysterioidea är en svampart som beskrevs av Cooke & Massee 1889. Strumella hysterioidea ingår i släktet Strumella och familjen Sarcosomataceae.   Inga underarter finns listade i Catalogue of Life.